# Haushaltsnahes Beschäftigungsverhältnis
Ein steuerermäßigtes haushaltsnahes Beschäftigungsverhältnis liegt vor, wenn in einem Privathaushalt von einer nicht zum Haushalt gehörenden Person eine Tätigkeit ausgeübt wird, die üblicherweise durch Haushaltsmitglieder erledigt würde, zum Beispiel Einkaufen, Kochen, Backen, Nähen, Waschen, Putzen, Versorgung von Kindern und Alten, Gartenarbeit. Nicht begünstigt sind Tätigkeiten als Chauffeur, Sekretär oder Gesellschafter.

## Steuerermäßigung
| Jahr      | Pauschalabgaben incl. Pauschalsteuer | Steuerabzug beim Arbeitgeber | Höchst- abzug |
| --------- | ------------------------------------ | ---------------------------- | ------------- |
| 2004–2008 | 14,27 %                              | 10 %                         | 510 €         |
| 2009      | 14,37 %                              | 20 %                         | 510 €         |
| 2010      | 14,68 %                              | 20 %                         | 510 €         |
| 2011      | 14,34 %                              | 20 %                         | 510 €         |
| 2012      | 14,44 %                              | 20 %                         | 510 €         |
| 2013      | 14,44 %                              | 20 %                         | 510 €         |
| 2014      | 14,54 %                              | 20 %                         | 510 €         |
| 2015      | 14,90 %                              | 20 %                         | 510 €         |
| 2016      | 14,90 %                              | 20 %                         | 510 €         |
| 2017      | 14,80 %                              | 20 %                         | 510 €         |
| 2018      | 14,74 %                              | 20 %                         | 510 €         |

Nach § 35a EStG können Aufwendungen für solche Beschäftigungsverhältnisse auf Antrag von der Einkommensteuer abgezogen werden. Das haushaltsnahe Beschäftigungsverhältnis muss in einem Haushalt innerhalb der EU oder des EWR ausgeübt werden.
Die Steuerermäßigung für den Arbeitgeber ist, abhängig von der Art des Beschäftigungsverhältnisses, wie folgt begrenzt:
- Bei haushaltsnahen Beschäftigungsverhältnissen mit geringfügiger Beschäftigung (Monatsverdienst bis 450 Euro, § 8a SGB IV) können 20 % der Aufwendungen (vor 2009 10 %), höchstens 510 Euro im Jahr abgezogen werden (§ 35a Abs. 1 EStG). Um solche Zahlungen nachweisen zu können, muss das Arbeitsentgelt per Überweisung gezahlt worden sein, d. h. nicht in bar.
- Bei haushaltsnahen Beschäftigungsverhältnissen, für die Pflichtbeiträge zur gesetzlichen Sozialversicherung entrichtet werden und die keine 450-Euro-Mini-Jobs darstellen, können 20 % der Aufwendungen (vor 2009 12 %), höchstens 4.000 Euro (vor 2009 2.400 Euro) im Jahr abgezogen werden (§ 35a Abs. 2 EStG).

## Mini-Job-Abgaben
Wird eine geringfügige Beschäftigung (Mini-Job) ausschließlich in einem Privathaushalt ausgeübt und handelt es sich dabei um eine haushaltsnahe Dienstleistung, sind vom Arbeitgeber folgende Pauschalabgaben an die Minijob-Zentrale zu zahlen (Stand 1. Januar 2012).
5,00 % Krankenversicherungspauschale (§ 249b Satz 2 SGB V)
5,00 % Rentenversicherungspauschale (§ 168 Abs. 1 Nr. 1c SGB VI)
1,60 % Beiträge zur Unfallversicherung (§ 185 Abs. 4 Satz 3 SGB VII, (§ 129 Abs. 1 Nr. 2 SGB VII)
0,70 % Umlage U1 (Entgeltfortzahlung im Krankheitsfall)
0,14 % Umlage U2 (Mutterschaftsgeld)
2,00 % Pauschalsteuer
= 14,44 % insgesamt
Für Privathaushalte fällt keine Umlage U3 (Insolvenzgeld) an (§ 358 Abs. 1 Satz 2 SGB III).
Die für solche Beschäftigungen vorgeschriebene Anmeldung bei der Minijobzentrale darf ein privater – nicht jedoch ein gewerblicher – Arbeitgeber für haushaltsnahe Beschäftigungen bis maximal 450 Euro monatlich im vereinfachten Haushaltsscheck-Verfahren durchführen und muss dabei der Minijobzentrale eine Einzugsermächtigung für die halbjährlich fälligen Abgaben erteilen. Beim Haushaltsscheckverfahren werden Zuwendungen, die dem Beschäftigten nicht in Geld gewährt werden (wie Kost und Logis), sozialversicherungsrechtlich nicht als Arbeitsentgelt bewertet, so dass dafür keine Abgaben an die Minijobzentrale anfallen (§ 14 Abs. 3 SGB IV). Solche Zuwendungen sind jedoch nicht von der Steuer befreit.
Das Entgelt ist zu versteuern. Dies kann auf zwei Arten erfolgen: Der Arbeitgeber kann unter Verzicht auf den Abruf von elektronischen Lohnsteuerabzugsmerkmalen bzw. Vorlage einer Bescheinigung für den Lohnsteuerabzug eine pauschale Abgeltungsteuer in Höhe von 2 % entrichten (§ 40a Abs. 2 EStG), die er aber auf den Arbeitnehmer umlegen darf. Alternativ kann der Arbeitgeber die Lohnsteuermerkmale des Arbeitnehmers abrufen, um einen entsprechenden Lohnsteuerabzug durchzuführen. Für Lohnbestandteile, die nicht zum sozialversicherungsrechtlichen Arbeitsentgelt gehören, ist die Lohnsteuerpauschalierung nach § 40a Abs. 2 und 2a EStG nicht zulässig; sie unterliegen der Lohnsteuererhebung nach den allgemeinen Regelungen.